# 美丽中国支教项目
美丽中国支教项目（Teach for China）是2008年成立的中华人民共和国非营利项目，由意大利裔美国人潘勋卓联合胡婷婷、温慧玲两人创办。2010年在云南省民政厅注册登记，2014年转入北京立德未来助学金公益基金会旗下。
“美丽中国”的项目愿景是“让所有中国孩子无论出身，都能获得同等的优质教育”。项目主要招募大学生前往乡村支教，时长为两年。创办人潘勋卓在普林斯顿大学求学期间，为撰写论文而接触到中国乡村教育问题，随后从大学退学，借鉴美国的“美丽美国”项目创办了“美丽中国”项目。自2008年成立至2018年十年间，“美丽中国”共派出了1900多名教师，所及达5省区（主要为云南、甘肃、广东、广西）的299所学校，影响了43万人次。北京立德未来助学金公益基金会的发起人是曾任中共中央组织部副秘书长的刘泽彭，他在退休后不久（2014年）出任“美丽中国”支教项目的理事长。现任“美丽中国”项目理事长则为廖杞南团队介绍。
“美丽中国”项目会将前沿技术用于活动组织，如2017年9月，“美丽中国”用区块链技术进行了一次物资募捐，这是全国首例将区块链用于募捐的尝试。项目也和其他组织进行合作，如2016年和云南大学联合成立了“中国农村教育研究中心”；2017年11月，和中国大学慕课联合开展了“带着慕课进山区，一起看见更大的世界”计划。
云南师范大学张睦楚（2017）将“美丽中国”评价为中华人民共和国为缓解教育资源不均而成立的公益项目中的最重要项目。